# 兵庫県立淡路三原高等学校
兵庫県立淡路三原高等学校（ひょうごけんりつ あわじみはらこうとうがっこう）は、兵庫県南あわじ市市円行寺にある県立高等学校。
兵庫県立三原高等学校と兵庫県立志知高等学校の統合によって2007年（平成19年）4月に開校した。校舎は旧・三原高等学校のものをそのまま使用している。通称は「三高（さんこう）」。

## 設置学科
- 全日制
  - 普通科
  - 文理探究科

2025年度より、文理探究科は各学年1クラス（定員40名）設置され、県下全域から出願できる推薦入試の合格者で編成される。探究活動に特化した学校設定科目によって文系と理系を融合した学びを目指す。普通科は第1学区から出願できる一般入試の合格者で編成され、1年次は全員共通の科目で数学と英語は学力に応じて習熟度別のクラス編成をおこなう。2年次より職業選択に直結した進路を見据える「キャリア類型」と難関大学への進学を目指す「アカデミア類型」とにクラスが分かれ、それぞれ選択科目の履修を通じて進路実現を目指す。
総合的な探究の時間として学校設定科目「Sagas」が設けられている。

## 歴史
- 2007年（平成19年）4月 - 兵庫県立三原高等学校と兵庫県立志知高等学校を統合し、兵庫県立淡路三原高等学校が開校。
- 2025年（令和7年）4月 - 文理探究科を設置（普通科内のコースであった「サイエンスコース（自然科学系コース）」を発展的解消）。

## 学校行事
- 4月　入学式
- 5月　創立記念式典・記念講演
- 6月　生徒会役員選挙、生徒総会
- 7月　夏季球技大会
- 9月　体育会
- 10月　文化祭
- 12月　冬季球技大会
- 2月　校内クロスカントリー大会、修学旅行(２年生)、卒業式
- 3月　歌声のつどい

## クラブ活動
- メディア情報部
- 放送部
- 吹奏楽部
- ボランティア同好会

- 野球部
- サッカー部
- 陸上競技部
- ソフトボール部
- 卓球部
- 柔道部
- 剣道部
- バレーボール部
- バスケットボール部
- ソフトテニス部
- 水泳部

- 自然科学部
- 英語部
- 食物部
- 美術部
- 書道部
- 茶華道部
- 郷土部
- 写真部
- ダンス部
- 和太鼓部

1952年（昭和27年）、前身の三原高校時代に創部した郷土部は、伝統芸能の淡路人形浄瑠璃を継承しており、1993年（平成5年）と1998年（平成10年）には東京の国立劇場でも上演。また日本国外での公演も4回行っている。

## その他
- 募集定員が2010年（平成22年）度で280名。これは市内の中学校卒業者数の51%にしか達せず、多くの市外への通学者を生み出しており、長い通学時間や交通費の負担を課している。また、現在（2019年）は定員200人である。[2][3]。
- 体育会において、3年生は兵庫県重要無形民俗文化財に指定されている大久保踊りを踊ることになっている。